# Arthur Sullivan
Pour les articles homonymes, voir Sullivan.
Œuvres principales
- H.M.S. Pinafore
- Les pirates de Penzance
- Iolanthe
- Le Mikado
- Yeomen of the Guard
- Les Gondoliers

Arthur Sullivan est un compositeur britannique né le 13 mai 1842 à Lambeth en Londres (Royaume-Uni) et mort dans cette même ville le 22 novembre 1900. Il est surtout connu pour sa collaboration avec le librettiste William S. Gilbert, pour des œuvres cosignées Gilbert et Sullivan.

## Biographie

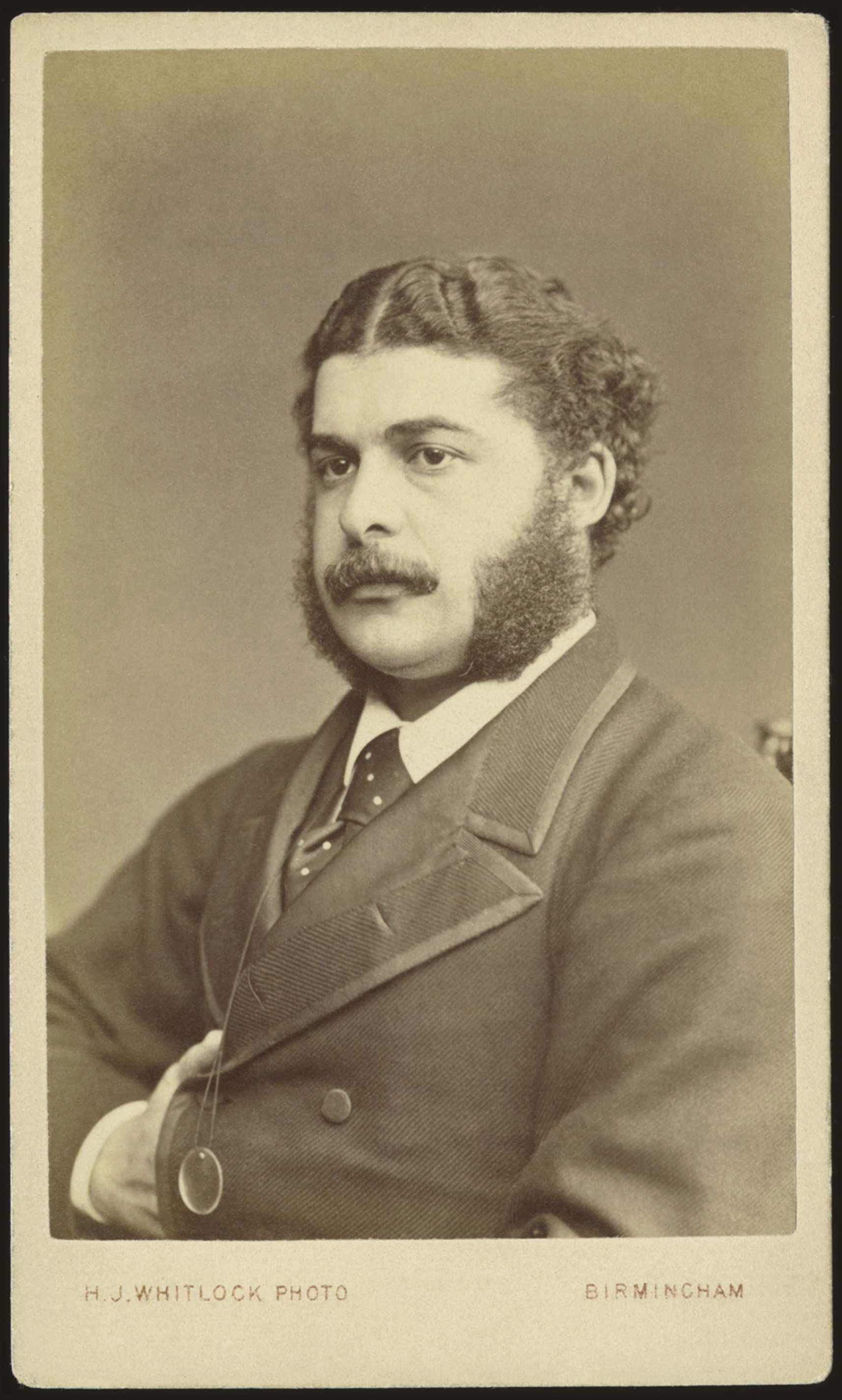
Carte de visite d'Arthur Sullivan, à 28 ans, vers 1870.

Il étudie la musique au conservatoire de Leipzig (1856-1861). De retour à Londres, il est nommé organiste, avant de donner son ballet L'Île enchantée, au Covent Garden en 1864.En 1875, l'opérette Trial by Jury obtient un éclatant succès. Sullivan devient dès lors un des principaux compositeurs d'opérettes classiques avec, entre autres, Offenbach et Strauss.
À sa mort, Sullivan désire être enterré dans le cimetière de Brompton, avec ses parents : sur ordre de la reine Victoria, il est inhumé dans la crypte de la cathédrale Saint-Paul de Londres.

## L'œuvre musicale
Il est l'auteur d'un grand nombre d'opérettes, en collaboration avec le librettiste William S. Gilbert. Ces œuvres légères forment la part la plus connue de sa production, mais Sullivan a également composé de la musique sérieuse.
Au cours de carrière, il écrit 23 opéras, 13 œuvres orchestrales, 8 oratorios, deux ballets, des mélodies et chansons, parmi lesquelles la plus célèbre est The Lost Chord, ainsi que des œuvres chorales, des musiques de scène, des pièces religieuses, des pièces pour piano et de la musique de chambre.

## Œuvre
Arthur Sullivan laisse environ 300 œuvres musicales.

### Opérettes et opéras comiques sur des livrets de Gilbert
- 1871 : Thespis
- 1875 : Trial by Jury
- 1877 : The Sorcerer
- 1878 : H.M.S. Pinafore
- 1880 : The Pirates of Penzance
- 1881 : Patience
- 1882 : Iolanthe
- 1884 : Princess Ida
- 1885 : The Mikado
- 1887 : Ruddigore
- 1888 : Yeomen of the Guard
- 1889 : The Gondoliers
- 1893 : Utopia Limited
- 1896 : The Grand Duke

### Autres œuvres légères
- 1866 : Cox and Box (livret : F. C. Burnand)
- 1867 : The Contrabandista (livret : F. C. Burnand)
- 1892 : Haddon Hall (livret : Sydney Grundy)
- 1894 : The Chieftain, version révisée de The Contrabandista
- 1899 : The Rose of Persia (livret : Basil Hood)

### Autres œuvres scéniques

#### Opéras
- 1863-4 : The Sapphire Necklace (livret : Henry F. Chorley, œuvre perdue)
- 1891 : Ivanhoe (livret : Julian Sturgis)

#### Ballets
- 1864 : L'Île enchantée
- 1897 : Victoria and Merrie England

#### Ouvertures
- 1888 : Macbeth (adapté de l'œuvre de William Shakespeare)

### Cantates, oratorios, drame musical sacré
- 1869 : The Prodigal Son
- 1871 : On Shore and Sea
- 1873 : The Light of the World
- 1880 : The Martyr of Antioch
- 1886 : The Golden Legend
- 1900 : Te Deum Laudamus (écrit en expectation de victoire dans les guerres des Boers ; publié posthume)

### Orchestrales
- 1866 : Symphonie
- 1866 : Concerto pour violoncelle et orchestre
- 5 ouvertures
- 2 marches composées pour des cérémonies officielles

## Discographie
- Les enregistrements opéras comiques sur des livrets de Gilbert, réalisés par la compagnie anglaise Decca avec la troupe de la D'Oyly Carte Company, sont réédités par les labels Pearl et Naxos depuis leur entrée dans le domaine public.
- The Golden Legend (cantate) - Janice Watson, soprano ; Jean Rigby, mezzo-soprano ; Mark Wilde et Jonathan Brown, ténors ; Jeffrey Black, baryton ; The London Chorus ; The New London Orchestra, dir. Ronald Corp (février 2001, Hyperion CDA 67280) (OCLC 48497883)

## Distinctions
- Chevalier de la Légion d'honneur en 1878
- Knight Bachelor en 1883[2]
- Membre de l'ordre royal de Victoria (MVO) en 1897[3]

## Sources et liens externes
- Ressources relatives à la musique :   - International Music Score Library Project
  - AllMusic
  - Carnegie Hall
  - Discography of American Historical Recordings
  - Discogs
  - Grove Music Online
  - MusicBrainz
  - Muziekweb
  - Projet Mutopia
  - Répertoire international des sources musicales
- Ressources relatives au spectacle :   - Archives suisses des arts de la scène
  - Les Archives du spectacle
  - Internet Broadway Database
- Ressources relatives aux beaux-arts :   - British Museum
  - National Portrait Gallery
  - Te Papa Tongarewa
- Ressource relative à la bande dessinée :   - Comic Vine
- Ressource relative à l'audiovisuel :   - IMDb
- Notices dans des dictionnaires ou encyclopédies généralistes :   - Britannica
  - Brockhaus
  - Den Store Danske Encyklopædi
  - Deutsche Biographie
  - Gran Enciclopèdia Catalana
  - Hrvatska Enciklopedija
  - Internetowa encyklopedia PWN
  - Nationalencyklopedin
  - Oxford Dictionary of National Biography
  - Store norske leksikon
  - Universalis
  - Visuotinė lietuvių enciklopedija
- Notices d'autorité :   - VIAF
  - ISNI
  - BnF (données)
  - IdRef
  - LCCN
  - GND
  - Italie
  - Japon
  - CiNii
  - Espagne
  - Belgique
  - Pays-Bas
  - Pologne
  - Israël
  - NUKAT
  - Catalogne
  - Suède
  - Australie
  - WorldCat
- (en) freemasonry.bcy.ca
- (en) diamond.boisestate.edu
- (de) sullivan-forschung.de
- sirarthursullivansociety.co.uk
- (en) Sur sa production avec Gilbert